# Trận Poitiers (1356)
Trận Poitiers diễn ra giữa Vương quốc Anh và Vương quốc Pháp vào ngày 19 tháng 9 năm 1356, kết thúc với đại thắng thứ hai trong bốn chiến thắng vĩ đại nhất của Quân đội Anh trong suốt cuộc Chiến tranh Trăm Năm: Crécy (năm 1346), Poitiers (1346), Agincourt (1415) và Verneuil (1424). Thắng lợi quyết định này đã nêu bật lòng dũng cảm và tài dụng binh của Vương tử Edward nước Anh. Ngoài ra, trận đánh này còn là một trong những thắng lợi liên tiếp của quân Anh trong giai đoạn đầu của cuộc chiến, trở nên một chiến công huyền thoại, và quân Anh đã thắng trận này nhờ phát huy lối đánh trong chiến thắng Crécy trước đó, góp phần làm nên niềm tự hào dân tộc Anh trong cuộc chiến. Qua đó, thắng lợi to lớn này được xem là nhờ có cung thủ và Bộ binh Anh. Bản thân vua Pháp cũng bị bắt sống trong trận này. Với ý nghĩa chính trị trọng đại, chiến thắng ấy đã góp phần buộc người Pháp phải cầu hòa vào năm 1360.
Vào ngày 8 tháng 8 năm 1356, con trưởng của vua Edward III là Edward (biệt hiệu là "Hắc vương tử"), phát động một cuộc tiến công tiêu thổ (chevauchée) về hướng Bắc từ căn cứ của quân Anh tại Aquitaine, nhằm giải nguy các lực lượng đồn binh của quân Đồng minh ở miền Trung nước Pháp, lại cũng để công kích và phá hủy làng mạc. Đợt xuất binh này của ông chỉ vấp phải sự kháng trả nhỏ nhoi, và quân Đồng minh Anh-Gascogne đã thiêu rụi rất nhiều thị trấn và cướp phá đất đai, cho đến khi họ kéo quân tới sông Loire tại Tours. Họ không thể nào chiếm được thành trì và cũng không thể đốt được thí trận này, do trời mưa lớn. Sự trì hoãn của ông đã khiến cho vua Pháp là Jean II rắp tâm truy đuổi và hủy diệt đoàn quân của Edward. Nhà vua khi ấy đang vây khốn Breteuil tại Normandie, dàn đội chính binh của ông tại Chartres về hướng Bắc thành Tours đang bị vây hãm, giải ngũ khoảng từ 15 nghìn - 2 vạn quân Bộ binh yếu kém của ông để gia tăng tốc độ của ba quân.

## Sách lược của người Anh
Bởi vì Philippe của Navarre, người anh em của vua Charles của Navarre, đã lập một liên minh với nước Anh nên những lực lượng Anh mới được tuyển mộ vốn được dành cho các chiến dịch đang tiếp diễn ở xứ Bretagne đã được chuyển sang nằm dưới sự chỉ huy của Công tước Henry xứ Lancaster. Ngoài ra, Robert Knollys có 500 kỵ sĩ và 500 cung thủ trong quân đội Anh vốn đang hiện diện tại Bretagne, trong khi Philippe của Navarre thêm vào 100 kỵ sĩ người Norman của riêng ông. Lực lượng này hoàn toàn là kỵ binh đã xuất phát vào ngày 22 tháng 6 và một tuần sau đó đã đến được Pont-Audemer, nơi mà nhà vua Pháp đang tiến hành một cuộc bao vây. Sau đó Công tước Lancaster di chuyển về phía Breteuil, một lâu đài dễ bị tổn thương vốn được đồn trú bởi quân đội trung thành với Philippe của Navarre, đồng minh của ông ta. Ông tấn công các thị trấn Conches và Verneuil vốn đang nằm trong tay của người Pháp. Về mặt chiến lược thì các sự kiện này đã ngay lập tức tạo nền cho chiến dịch của Hoàng tử Đen ở miền trung và nam nước Pháp.
Vua Jean II của Pháp đã thu thập một đội quân để đối mặt với Công tước Lancaster, nhưng sau đó quân Anh đã tránh né một trận chiến vào ngày 9 tháng Bảy. Sau hai tuần hành quân vất vả người Anh đã đưa quân đội của họ vượt ra ngoài tầm với của người Pháp. Mặt khác các cuộc càn quét chevauchée của Công tước Lancaster di chuyển nhanh hơn so với các cuộc đột kích sau đó của Hoàng tử đen và do đó không gây quá nhiều thiệt hại. Tuy nhiên, nó cũng đã thành công trong việc chiếm lại những tòa lâu đài quan trọng và phá hủy một số vị trí mà đối phương đang nắm giữ đồng thời thu giữ được 2.000 con ngựa. Chỉ vài ngày sau đó Công tước Lancaster lại tiến hành một cuộc càn quét từ Brittany về phía nam và đây là một cuộc hành binh với hy vọng là sẽ hội binh được với lực lượng với Hoàng tử Đen.

Thậm chí có thể là ban đầu vua Edward III đã lên kế hoạch cho một chuyến viễn chinh thứ ba, có lẽ được dẫn dắt bởi chính cá nhân ông tại miền Bắc nước Pháp. Đây là một cuộc hành quân ở mức độ lớn đã lặp đi lặp lại bởi người Anh trong năm 1355. Tuy nhiên, một số nhà sử học lại cho rằng Công tước Lancaster không bao giờ thực sự có ý định hội binh với quân của với Hoàng tử đen và họ chỉ ra rằng vị Công tước này đã lui quân vào thời gian mà Hoàng tử đen chuyển hướng về phía nam. Tuy nhiên Công tước Lancaster vẫn sẵn sàng trợ giúp vị Hoàng tử này nếu thấy cần thiết. Hội binh lại với nhau họ có thể tạo nên một đội quân đủ mạnh để đánh bại vua Pháp trong một trận chiến. Như trong bản khế ước riêng của Hoàng tử đen tháng 7 năm 1355 đã công bố rằng: 
| “ | ...Nhà vua [Edward III] đã cam kết rằng nếu Hoàng tử bị bao vây bởi một đội quân lớn mà ông không thể tự cứu mình, trừ phi ông được giải vây bởi lực lượng của nhà vua, thì nhà vua sẽ phải có trách nhiệm giải cứu ông ... và Công tước Lancaster và [một danh sách tên của những người khác] đã cam kết rằng họ phải hỗ trợ giải cứu mà không chần chừ". | ” |

## Triển khai quân đội
Bất chấp nhiều khó khăn, Jean II quyết định rằng lúc này là thời gian để đánh một trận lớn, có lẽ ông đã không nhận ra rằng dự trữ hậu cần của đối phương đã xuống thấp như thế nào. Vì vậy, ông từ bỏ chiến thuật tấn công truyền thống của kỵ binh vốn đã thảm bại tại Crécy. Thay vào đó ông đã ra lệnh cho tất cả các kỵ sĩ đều phải bỏ ngựa trừ một đội kỵ binh tinh nhuệ gồm khoảng 500 kỵ sĩ thiết giáp, những người này có những con ngựa được thiết giáp và được lựa chọn bởi chính những vị Thống chế. Vai trò của họ có thể là để đánh tan các cung thủ Anh ngay ở lúc bắt đầu của trận chiến. Rất dễ gây nhầm lẫn khi Herald Chandos nói rằng số lượng 400 người được chọn có thiết kỵ được dẫn đầu bởi Guichard d'Angle và Eustache de Ribbemont, những người mà nhà Jean yêu cầu: "Không được chùng xuống, chú ý tấn công có hiệu quả để phá vỡ trận tuyến của đối phương. Có lẽ về mặt vật lý những hiệp sĩ đã dẫn đầu những cuộc tấn công trong khi Clermont và Audrehem nắm quyền chỉ huy, hoặc có lẽ D'Angle và De Ribbemont chỉ huy những kỵ sĩ có ngựa bọc thép này."
Những kỵ sĩ khác giống như lực lượng bộ binh đi ngựa, đã gửi ngựa của mình ở lại phía sau. Họ vẫn sẽ phải tấn công ngược lên phía trên, những người ở phía nam của trận địa sẽ phải đối mặt với một sườn đồi khá dốc. Khi các kỵ sĩ Pháp chuẩn bị chiến đấu như bộ binh, họ phải cắt ngắn những cây thương của họ đi khoảng dưới hai mét và cởi bỏ đinh thúc ngựa. Nhà vua theo báo cáo được vũ trang với một chiến rìu chiến và cũng phải xuống khỏi con ngựa màu trắng của mình, ông mặc trang phục kiểu "Áo giáp của Hoàng gia" hoặc một loại áo choàng mà 19 hiệp sĩ khác cũng mặc để tránh việc ông trở thành một mục tiêu bị nhận biết quá dễ dàng.
Vị nguyên soái Clermont chỉ huy đội kị binh ở bên trái và được hỗ trợ bởi một số kỵ sĩ xuống ngựa dưới sự chỉ huy của Nguyên soái Gautier de Brienne. Hầu hết những binh sĩ đồng minh người Đức nằm dưới sự chỉ huy của Công tước Saarbrück, Nido và Nassau cũng dường như cũng tham gia tấn công ở sườn bên trái để hỗ trợ cho Thống chế Clermont Marshal. Thống chế Audrehem và Lord Douglas chỉ huy đội kị binh Pháp ở bên phải. Vai trò của đa số các tay nỏ Pháp là không rõ ràng, mặc dù vị trí sau này của họ cho thấy rằng họ khai hỏa để hỗ trợ cuộc tấn công của kỵ binh Pháp ở cánh phải, có lẽ hy vọng để bắn trả vào một số lớn các cung thủ có tăng cường ở cánh trái của người Anh. Như Froissart đã nói:
| “ | Quân đội của Hoàng tử đen bày trận dù ít hay nhiều cũng giống như những gì mà vị hiệp sĩ Pháp đã báo cáo với nhà vua của họ, ngoại trừ có một điều rằng ông ta đã ra lệnh cho một toán hiệp sĩ khôn ngoan và dũng cảm tiếp tục ngồi lại trên lưng ngựa giữa các tiểu đoàn của mình, để đánh trả các tiểu đoàn của các Thống chế Pháp. Hơn nữa, sườn bên phải của họ được bố trí 300 quân và chừng đó cung thủ, tất cả đều có ngựa trên một ngọn đồi không cao cũng không rất dốc. Toán sau lập nên một đội tấn công nằm dưới sự chỉ huy của Đại úy de Buch. | ” |

Ngày chủ nhật quân đội Anh-Gascogne tăng cường phòng thủ, có những lời xì xầm, trách cứ ngày càng loang rộng về quyết định lúc đầu của Hoàng tử đen về việc để lại phía sau quá nhiều người để phòng thủ xứ Gascogne. Người Anh cũng không thể rời khỏi vị trí của họ mặc dù người và ngựa của họ có thể đến được sông Miosson. Theo Chandos Herald, trong đêm trước khi trận chiến nổ ra đã có giao tranh và người Anh đã không được ngủ nhiều.

## Sau trận chiến
Sau các vụ tàn sát của trận đánh viên Thị trưởng của Poitiers tuyên bố cầu nguyện cho nhà vua bị bắt tù binh và cấm việc cử hành các lễ hội. Về phía nam, ở vùng Languedoc, États Generaux cấm đeo vàng, bạc, ngọc trai, trang trí áo choàng và đội mũ trong một năm. Người ta thấy ngay lập tức và rõ ràng là trận chiến Poitiers là một thảm họa cho nước Pháp. Nhà sử học Froissart đã lên những tổng kết về thảm họa này. Ông cho rằng, khoảng 6.000 người ở tất cả các cấp đã thiệt mạng, bao gồm 500-700 hiệp sĩ và hộ sỹ. Theo ứớc tính hiện đại thì số thương vong là khoảng gần 3.000. Nhiều hiệp sĩ Pháp không thể được xác định danh tính bởi vì những người tham của cải đã lột bỏ quần áo của họ trước khi viên sĩ quan phụ trách điểm kiểm đi khắp chiến trường để xác định những người thiệt mạng. Chỉ dường như việc "xác định theo số lớn" đã được tiến hành qua việc chôn cất. Những tử thi còn lại bị bỏ thối cho đến tháng 2 sau khi những gì còn lại của họ được chôn trong một chiếc hố bên cạnh nhà thờ Dòng Phanxicô tại Poitiers.
Khi tin tức về chiến thắng đến được nước Anh, theo Froissart: Có lễ hội lớn, lễ tạ ơn trang trọng được tổ chức ở tất cả các nhà thờ và pháo hoa được bắn ở tất cả các thị trấn và làng quê. Gần như bị lãng quên giữa những lễ mừng nói chung, cuộc hành quân kém thành công của Công tước Lancaster ở tây bắc nước Pháp đã trở thành một cuộc rút lui đến Bretagne sau khi không thể vượt qua sông Loire. Sau đó Lancaster, vốn là Trung úy của vua Anh tại Bretagne, đã bằng lòng với việc chiếm được một số những lâu đài khác nhau ở Normandie, một số đã được bán lại cho người Pháp với những khoản tiền lớn. Khi ông nghe nói về trận Poitiers, Công tước Lancaster đã trở lại Anh cùng với Philippe de Navarre, người đã được chỉ định làm Trung úy của vua Edward III ở vùng Normandie, để Sir Geoffrey de Harcourt ở lại phụ trách các lực lượng Anh ở miền bắc nước Pháp.
Sau trận Poitiers nhiều người Anh cảm thấy họ có thể lấy được bất cứ thứ gì họ muốn có của người Pháp, và mặc dù Hiệp ước Brétigny đã làm giảm bớt những đòi hỏi cực đoan hơn nữa của người Anh, nó lại duy trì một thảm họa cho chế độ quân chủ Pháp. Mặt khác việc sợ rằng người Pháp sẽ học tập chiến thuật trường cung của Anh dẫn đến việc họ cấm xuất khẩu cây trường cung và mũi tên trong các năm 1357 và 1369. Năm 1365 thì chính bản thân các cung thủ đã bị cấm rời khỏi nước Anh mà không có một giấy phép của Hoàng gia. Tại nước Pháp, tình trạng khẩn cấp chung đã được công bố với lệnh triệu tập của arrière ban après bataille. Một lá thư còn sót lại vốn được gửi từ Bá tước d'Armagnac, tướng của Jean II ở vùng Languedoc, đến các thị trấn trong vùng của ông ta và công bố về sự thất bại cùng với việc bắt giữ vua Jean II: 
| “ | ...Chư vị thân mến, đây là nỗi buồn lớn khi tôi phải nói với các bạn rằng tám ngày trước chúa của chúng ta: Nhà vua đã chiến đấu chống lại Hiệp sĩ xứ Wales và do ý muốn của Chúa, ông đã phải cam chịu bị đánh bại, mặc dù có những hiệp sĩ giỏi nhất phục vụ bên cạnh người. | ” |

## Nhận định
Xét trên rất nhiều khía cạnh, chiến dịch Poitiers cũng giống như các cuộc tấn công chevauchée lớn khác của người Anh, chúng được tiến hành để tàn phá và chứng minh rằng vua Pháp không thể bảo vệ người dân của mình. Mục đích của nó là để phá hoại lòng trung thành với Hoàng gia Pháp, đặc biệt là lòng trung thành của các quý tộc địa phương có bất động sản bị tàn phá. Chức năng chính của nó không phải là để thu hút quân đội Pháp vào một trận chiến lớn, trong thực tế một cuộc đối đầu trên quy mô lớn sẽ bị từ chối nếu có thể. Trên quan điểm của Hoàng tử đen thì ông gần như chắc chắn không mong muốn phải đánh trận Poitier.
Trên thực tế các vấn đề về liên lạc và vận tải vốn hay xảy ra trong chiến tranh thời trung cổ có nghĩa là chiến dịch này có khoảng không gian ngắn ngủi và việc di chuyển phòng thủ chống lại các cuộc tấn công của quân Pháp chẳng hạn, phần lớn được tổ chức tại địa phương. Quân Anh cũng như hầu hết quân đội của các quốc gia châu Âu thời kỳ này, đã di chuyển theo đội hình ba đạo truyền thống gồm: "đạo tiền quân", "đạo trung quân" và "đạo hậu quân" với hai bên sườn của họ được bảo vệ bởi những kỵ sĩ và cung kỵ. Gần đây, Matthew Bennett cho rằng tầm quan trọng của thế thượng phong về hỏa lực của người Anh đã được phóng đại lên rất nhiều lần. Bennett không bị thuyết phục bởi ý tưởng rằng bằng mọi cách các cung thủ đã bắn tên vào kẻ thù của họ khi chúng đang đương đầu với các kỵ sĩ Anh được trang bị đầy đủ thiết giáp. Theo truyền thống quân sự của Anh thời Trung cổ thì họ thường bảo vệ phần phía trước quân đội của họ bằng cách sử dụng những chướng ngại vật tự nhiên hoặc nhân tạo. Hơn nữa, người Anh thường cảnh giác để tránh cận chiến. Các bằng chứng còn sót ở hiện tại đủ sức thuyết phục cho thấy rằng các cung thủ Anh thường được đặt ở các bên cánh. Như vậy để duy trì hiệu quả cao họ cần thiết phải cơ động, di chuyển xung quanh và giữa những trở ngại bảo vệ của họ. Do đó Bennett kết luận rằng vai trò chính của các cung thủ trường cung là bảo vệ các kỵ sĩ của họ cách tạo ra những trận mưa tên từ bên cánh.
Matthew Bennett cũng đã xem xét đội hình herce được sử dụng bởi các cung thủ Anh tại Poitiers và các nơi khác. Ông chỉ ra cách giải thích dễ hiểu cho đội hình này là nó tạo ra những chiếc răng hô vốn đã thực sự tạo ra những điểm yếu trong đội hình hình dòng của người Anh. Hơn nữa các cung thủ cũng không được trang bị để tự bảo vệ mình nếu kỵ binh thiết giáp hoặc các kỵ sĩ xuống chiến đấu trên bộ của đối phương tiến được đến gần và triển khai cận chiến.
Nhà sử học Froissart chỉ sử dụng thuật ngữ herce ba lần khác nhau trong những công trình rất đồ sộ của mình; một lần trong cuốn sử thi của ông mô tả về trận chiến Poitiers. Thuật ngữ này thường được dịch như là một "cái bừa", một dụng cụ lớn sử dụng trong nông nghiệp có hình chữ nhật với những chiếc "răng" nhô ra thường được sử dụng để khai hoang, cầy xới một mảnh đất. Nhưng ngay cả với ý nghĩa này thì từ herce cực kỳ hiếm khi được sử dụng trong văn học thời Trung cổ, do đó, tại sao Froissart lại sử dụng nó khi đang cố gắng để minh họa những gì mà có thể ông coi là một sự bất thường về đội hình quân sự? Những nghĩa khác của thuật ngữ herce hoặc herse bao gồm một loại "candelabrum", đây có lẽ là một chiếc vòng được làm bởi gai và các ngọn nến, và con nhím vốn có rất nhiều những chiếc-lông nhọn hoắt. Tuy nhiên có thể là tất cả những cố gắng giải thích này đều có vẻ không hoàn toàn chuẩn xác. Phía nam của dãy núi Pyrenees, trong bán đảo Iberia, nơi mà có lẽ Froissart đã khai thác nhiều nguồn cung cấp tin tức về các trận đánh của người Anh, Pháp và Gascon. Có nhiều khả năng đây là bắt nguồn thuật ngữ quân sự herce. Ở đây, một vài thập kỷ trước khi xảy ra trận chiến Poitiers, một nhà quý tộc Tây Ban Nha tên là Don Juan Manuel đã biên soạn trong tác phẩm Libro de los Estados, một cuốn sách nhiều chương của ông về chiến thuật quân sự. Cuốn sách này có đề cập đến một đội hình được gọi là Haz nghĩa đen có nghĩa là một "gói" hoặc "bó". Mặc dù Don Manuel đã viết về chiến tranh kỵ binh điển hình ở Bán đảo Iberia, ông vẫn coi như là Haz chủ yếu là để phòng thủ, đây là đội hình mà trong đó những chiến binh tham chiến đứng gần nhau hơn lúc bình thường.